# Kali- und Steinsalzbergwerk Lübtheen
Schacht Friedrich Franz ist ein ehemaliger Kalischacht in der Stadt Lübtheen im Landkreis Ludwigslust-Parchim in Mecklenburg-Vorpommern. Salzhaltige Wässer aus dem Untergrund des Gipsbruches in Lübtheen sowie die Überlieferungen von der einstigen Saline Conow waren Anlass zu Erkundungsbohrungen innerhalb des Gipsbruches. Diese erbrachten den Nachweis von Steinsalz; in späteren Bohrungen auch von Kalisalzen innerhalb der sogenannten Staßfurt-Formation (Perm, Zechstein). Mit dem Abteufen des Schachtes auf der ca. 15 m unter dem natürlichen Gelände liegenden Sohle des bis dahin betriebenen Gipsbruches wurde am 23. Dezember 1895 begonnen. 1899 wurde eine Bronzebüste von Bildhauer Hugo Berwald zu Ehren des Namenspatrons und 1897 verstorbenen Großherzogs Friedrich Franz III. von Mecklenburg-Schwerin auf einem Granitsockel in Lübtheen nähe des Friedrich-Franz-Schacht feierlich enthüllt. 1936 wurde dies Denkmal in den Schlosspark Ludwigslust umgesetzt. Dort hat sie sich erhalten.
Enorme Schwierigkeiten mit Wasserzuflüssen führten dazu, dass das Teufen (mit Unterbrechungen) bis zur endgültigen Fertigstellung rund 18 Jahre dauerte. Die Stein- und Kalisalzförderung wurde am 11. Dezember 1905 aufgenommen. Die Weiterverarbeitung der Kalisalze erfolgte in einer eigenen Fabrik auf dem Schachtgelände. Den Zutritt von Tageswässern, anfangs noch in Form gesättigter Lösungen, bemerkte man schon 1905 auf der 430-m-Sohle. Auch ausgeklügelte Absperrmaßnahmen konnten nicht verhindern, dass das Bergwerk in der Nacht zum 9. Dezember 1916 innerhalb weniger Stunden ersoff. Sämtliche Einbauten und Ausrüstungen verblieben im Schacht. 1981 wurde die Schachtröhre mit Braunkohlenfilterasche-Suspension in Verbindung mit Zementbrücken endgültig verwahrt.

## Vorgeschichte

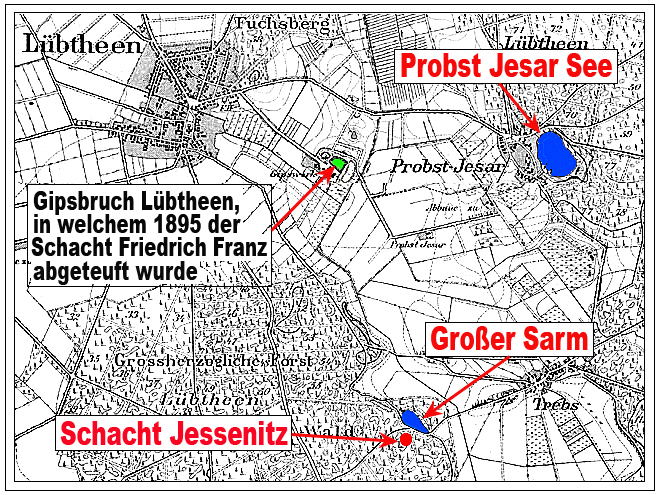
Lage des einstigen Gipsbruches, auf dessen Sohle der Schacht Friedrich Franz abgeteuft wurde

Durch einen Zufall wurde 1823 am Rande der Stadt Lübtheen ein Gipsbrocken gefunden. Bald darauf erbrachten Bohrungen, dass hier ein größeres Gipsvorkommen lagerte. Gebrannter Gips, insbesondere als Baustoff für Stuckateurarbeiten, aus einem in Lübtheen errichteten Gipswerk fand reißenden Absatz. Mit dem Vordringen des Bruchbetriebes in die Teufe wurden die zusitzenden Grubenwässer immer salziger. Die Vermutung, dass unter dem Gips Steinsalz lagert, wurde durch eine Flachbohrung bestätigt. Dieser Fund war die Grundlage für ein Gutachten des Clausthaler Berghauptmanns Ottiliae, in welchem er das Abteufen einer 1000-Fuß-Bohrung empfahl. Bohringenieur Stoz aus Stuttgart durchteufte 1879 in seiner 1516,86 meckl. Fuß (441,4 m) tiefen Bohrung 150 m Steinsalz. Dieses Ergebnis war sensationell, da bis dahin angenommen wurde, Salzlagerstätten seien nur im Magdeburg-Halberstädter Becken anzutreffen. Weitere systematische Bohrungen belegten später das Vorhandensein des Salzstockes Lübtheen-Jessenitz, auf welchem dann die Bergwerke Jessenitz und Lübtheen angesetzt wurden.

## Finanz- und betriebswirtschaftliche Verhältnisse

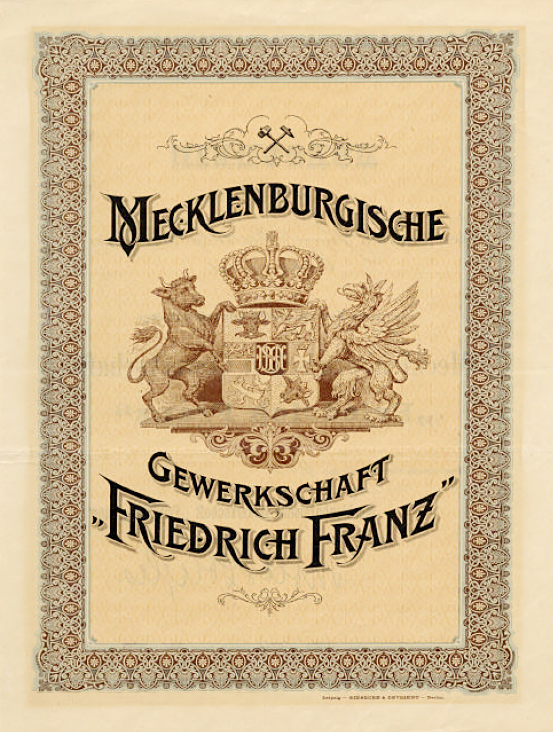
Kux-Schein der Gewerkschaft „Friedrich Franz“

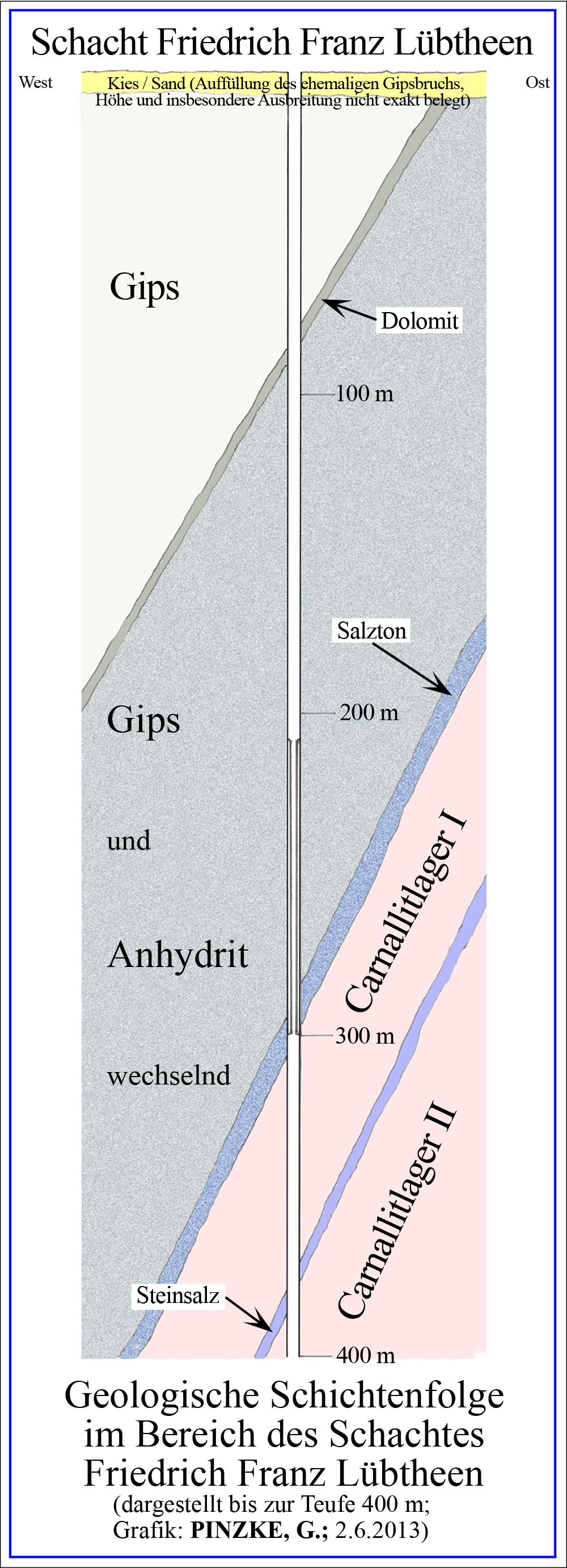
Geologisches Profil im Bereich der Schachtröhre

- Mecklenburgische Gewerkschaft „Friedrich Franz“ in Lübtheen.
- Besitzer: obige Gewerkschaft.
- Vorstand und Betriebsleitung: Bergwerksdirektor, Bergassessor Baer, Fabrikdirektor Dr. Ehrhardt, beide in Lübtheen.
- Anzahl der Kuxe: 1000.
- Gesamtkapital 9 215 000 Mk., Anleihe 2 500 000 Mk.
- Förderung pro Tag: 500 t.
- Aufbereitungsanstalten: Chlorkalium- und Sulfatfabrik, seit Mai 1906 im Betriebe.
- Eisenbahn-, Post- und Telegraphenstation: Lübtheen i. M.
- Telephonanschluß: Amt Lübtheen Nr. 2.
- Anschlussgleis nach Station Lübtheen i. M.
- Betriebsführer: A. Hoffmann in Lübtheen i. M.
- Durchschnittliche Arbeiterzahl: 430 Mann. Mitglied des Kali-Syndikates.

Entnommen aus: Jahrbuch der deutschen Braunkohlen-, Steinkohlen- und Kali-Industrie 1907. Verlag von Wilhelm Knapp in Halle a.S., 1907.

## Der Schachtbau
Mit dem Abteufen des Schachtes Friedrich Franz wurde am 23. Dezember 1895 begonnen. Nach erheblichen Schwierigkeiten durch zusitzende Wässer bzw. Salzlösungen aus dem kavernösen bzw. klüftigen Caprock (= Gipshut) wurde bei 35 m Teufe das Abteufen von Hand eingestellt und der Schacht mit dem Kind-Chaudron'schen Schachtbohrverfahren weiter niedergebracht. Nach vielen Schwierigkeiten – die Härte des Gesteins hatte zahlreiche Bohrer- und Gestängebrüche sowie Abweichungen des Bohrschachtes von der Lotrechten zur Folge – gelang am 5. Juli 1902 das Absenken des Küvelagezylinders von 3,60 m lichter Weite bis 242 m Teufe. Undichtigkeiten in der sogenannten Moosbüchse zwangen zum weiteren Abbohren des Schachtes bis zur Teufe von 99 m. Die neue Küvelage von 3,0 m lichter Weite wurde mit Magnesiazement vergossen. Doch auch ihr Entsümpfen gelang nicht, weil Wasserzuflüsse am Kopf der neuen Küvelage in 222 m Teufe eindrangen. Nach Aufsetzen von neun Tübbingringen von je 1,5 m Höhe auf die Küvelage und Vergießen des Ringraumes mit Portlandzement wurde der Wasserabschluss erreicht. Das weitere Abteufen erfolgte von Hand im ursprünglichen Durchmesser von 3,6 m lichter Weite. Am 2. September 1905 wurde die 430-m-Sohle und im folgenden Jahr die 500-m-Sohle angeschossen. Die 600-m-Sohle erschloss man mit einem Blindschacht. Das Weiterteufen des Hauptschachtes bis zur Endteufe von 618 m wurde gegen Jahresende 1911 im rechteckigen Querschnitt von 3 × 4 m begonnen und 1913 beendet.

| Teufe        | Form       | Durchmesser | Ausbau               |
| ------------ | ---------- | ----------- | -------------------- |
| 0–208,5      | rund       | 3,60 m      | Eiserne Küvelage     |
| 208,5–222,0  | rund       | 3,00 m      | Deutsche Tübbings    |
| 222,0–299,0  | rund       | 3,00 m      | Eiserne Küvelage     |
| 299,0–391,84 | rund       | 3,60 m      | Deutsche Tübbings    |
| 391,84–518,0 | rund       | 3,60 m      | Mauerung, einsteinig |
| 518,0–618,0  | rechteckig | 3×4 m       | ohne Ausbau          |

## Aus- und Vorrichtung, Abbau- und Versatzverfahren
Noch vor Fertigstellung des Schachtes (1913) wurde am 2. September 1905 die 430-m-Sohle (I. Sohle) sowie im folgenden Jahr die 500-m-Sohle (II. Sohle) angeschossen. Die 600-m-Sohle erschloss man über einen Blindschacht. Die 43-m-Sohle, wie alle Tiefbausohlen und wesentlichen Erkundungsstrecken im Profil 4 m breit und 2–3 m hoch, untersuchte das Salzlager in streichender Erstreckung. Etwa 280 m westlich des Förderschachts wurde 1908 in südlicher Richtung zum Gegensattelflügel der Versuchsquerschlag 2 aufgefahren. Dieser fand in einer Entfernung von ca. 310 m ein 8 m mächtiges Hartsalzlager hoher Qualität (bis 20 % K2O), welches ebenfalls abgebaut wurde.
Die Auffahrungen auf der 500- und 600-m-Sohle in nordöstlicher bzw. nördlicher Richtung dienten lediglich der weiteren Lagerstättenerkundung; ein Abbau fand hier nicht statt.
Zur Steinsalzgewinnung – teils zum Verkauf, aber auch als Versatzmaterial – wurden insgesamt fünf sogenannte Bergemühlen angelegt. Vier davon im Niveau der 500-m-Sohle, eine auf der II. A-Sohle. Sie standen alle im Na2. Ihre Abmessungen betrugen 20 m Breite, 80 m Länge und 10 m Höhe.
Ob die Carnallit- und Hartsalzabbaue überhaupt und wenn ja, in welcher Größenordnung, versetzt wurden, ist nicht sicher. Das sonst anderenorts übliche Einbringen von Klaubesalz und Kesselhausaschen von über Tage in die leergeförderten Grubenbaue muss hier nicht in vollem Umfang auch getan worden sein, denn während der Betriebsperiode des Bergwerks wurde noch lange Zeit der ehemalige, wassergefüllte Gipsbruch zugeschüttet.

## Fabrikatorische Verarbeitung
Dem „Geologischen Pass der Südwest-Mecklenburgischen Kalisalz-Lagerstätten, Geologische Landesanstalt Rostock 1950“ ist zu entnehmen, dass das Fördergut in einer Rohsalzmühle mit drei Mahlsystemen und einer Chlorkaliumfabrik verarbeitet wurde. Von den Mahlsystemen diente eines der Verarbeitung des Fabriksalzes, ein zweites der Herstellung der Handelsmarke „Kainit“ und das dritte der Vermahlung von Steinsalz. Jedes System hatte eine Kapazität bis 45 t/h. Die Fabrik erzeugte bis zu 500 t/d Chlorkalium und hochprozentiges Düngesalz sowie größere Mengen schwefelsaurer Salze. Als Nebenprodukte wurden Steinsalz, Chlormagnesium, Blockkieserit, Brom und wahrscheinlich auch Bittersalz hergestellt. Die Endlaugen der Fabrik wurden durch eine 17 km lange gusseiserne Rohrleitung der Elbe zugeleitet. Die nötige Abwässerkonzession war unbefristet.

## Das Absaufen der Schachtanlage
Bereits nach nur elfjähriger Betriebszeit kündigte sich durch erhebliche Laugenzuflüsse in Nähe des Schachtes auf der 430-m-Sohle das Ende der bergbaulichen Tätigkeit an. Diese Zuflüsse stammten aus einer etwa vier Meter unterhalb des unteren Kalilagers vorhandenen porösen, langbeinitisch-sylvinitischen Übergangsschicht vom Älteren Steinsalz zum Liegenden des Flözes Staßfurt. Alle Versuche zur Abriegelung bzw. Abdichtung der Zuflüsse blieben trotz erheblicher Aufwendungen und ingenieurtechnischer Leistungen erfolglos. Anfang Dezember 1916 entschloss man sich zur Aufgabe des Grubengebäudes unterhalb der 430-m-Sohle. In die Schachtröhre wurde von Teufe 410 bis 384 Meter ein Betonpfropfen eingebaut, welcher 7,8 Meter in die darüber befindliche Tübbingsäule reichte. In diesen setzte man zu Kontrollzwecken eine Rohrtour – eine senkrecht im Wasser stehende Röhre. In der Nacht vom 8. zum 9. Dezember 1916 wurden in der Stadt Lübtheen und Umgebung starke unterirdische Geräusche wahrgenommen. Am folgenden Tag um 11 Uhr stand der Wasserspiegel im Schacht bereits bei 50 Meter Teufe. Neben Bodenbewegungen wurde auch das Absinken des Grundwassers bis zwei Meter beobachtet. Der Wasserstand im etwa 1,5 Kilometer entfernten Probst Jesar See (durch Erdfall entstanden) sank um etwa 10 Zentimeter. Das gesamte unversetzte Gruben-Hohlraumvolumen beträgt zirka 320.000 m3.
Der Tagesoberflächenabschluss erfolgte durch eine Betonplatte mit eingesetztem Lotungsrohr. Darüber errichtete man eine gemauerte Einfassung mit geschlossenem Dach und einer verschließbaren Zugangstür.

## Die Verwahrung der Schachtröhre

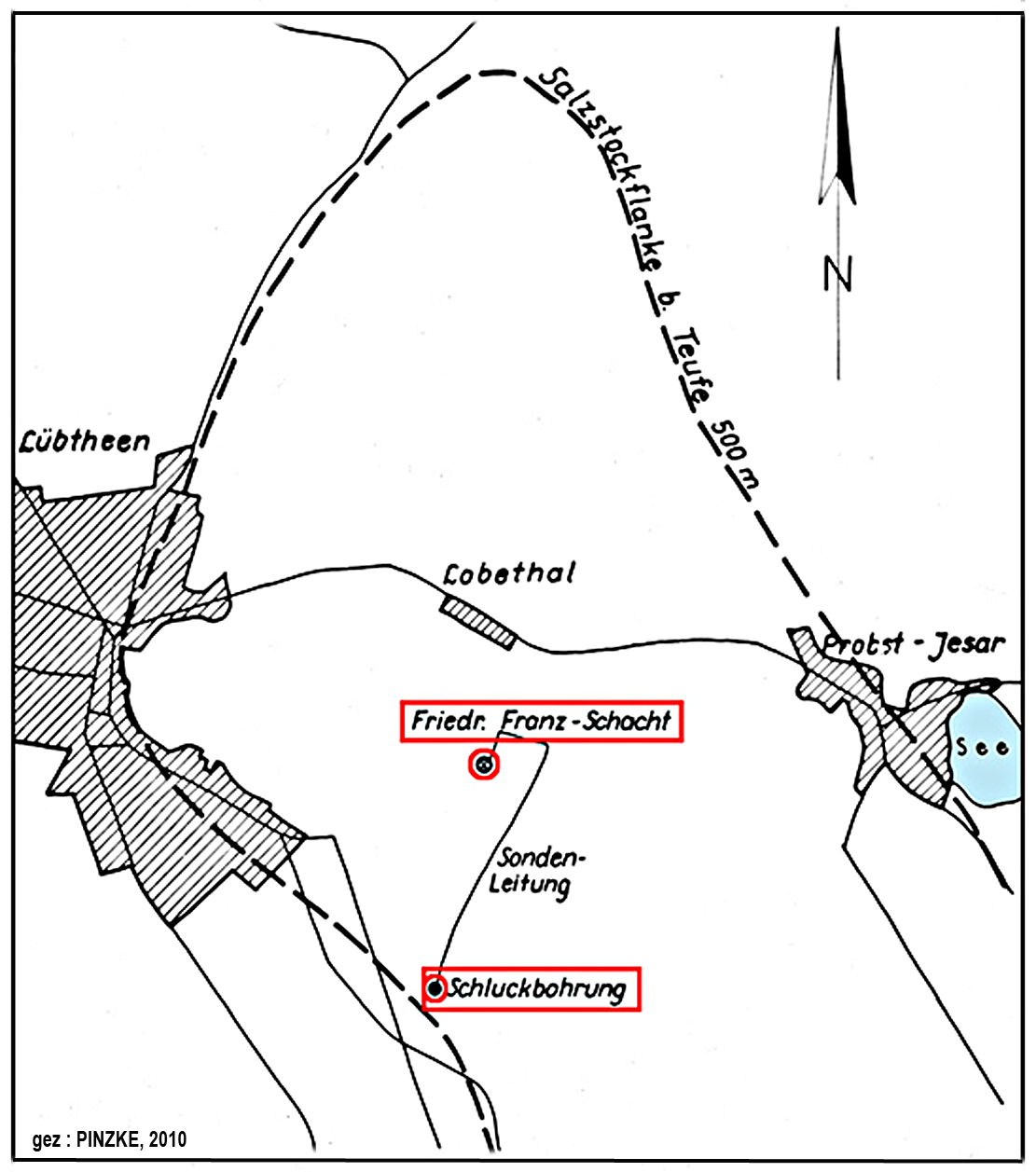
Lage des Schachtes Friedrich Franz Lübtheen und der Schluckbohrung zum Verpressen der Schachtwässer während der Verwahrungsarbeiten

Nach Abbruch der Tagesanlagen wurde der Schacht mit einer Abdeckung versehen. Anschließend blieb das Bergwerk Lübtheen bis in die 1970er Jahre, d. h. über einen Zeitraum von beinahe 50 Jahren nahezu unbeachtet. Auf dem ehemaligen Werksgelände etablierte sich ein Industriebetrieb. Die behördlichen Maßnahmen zur Überwachung und Sicherung der bergbaulichen Anlagen blieben auf wenige Kontrollen der Pegel sowie der Schachtabdeckung beschränkt. Zur Abwehr von Gefährdungen der öffentlichen Sicherheit war ein Sicherheitsbereich von 25 m ausgewiesen, innerhalb dessen eine Bebauung und/oder Nutzung untersagt war. Der verfügte Sicherheitsbereich war letztlich auch Anlass dafür, sich ab Mitte der 1970er Jahre erneut mit der Bergwerksanlage zu beschäftigen. Zu diesem Zeitpunkt beabsichtigte das ansässige Fahrzeugwerk eine erhebliche Ausweitung der Produktionskapazität. Die hierfür vorgesehenen Flächen umfassten auch den bis dato gesperrten Schachtsicherheitsbereich. Im Ergebnis der bergschadenkundlichen Analyse wurde empfohlen, den zugänglichen Teil der Schachtröhre vollständig zu verfüllen.

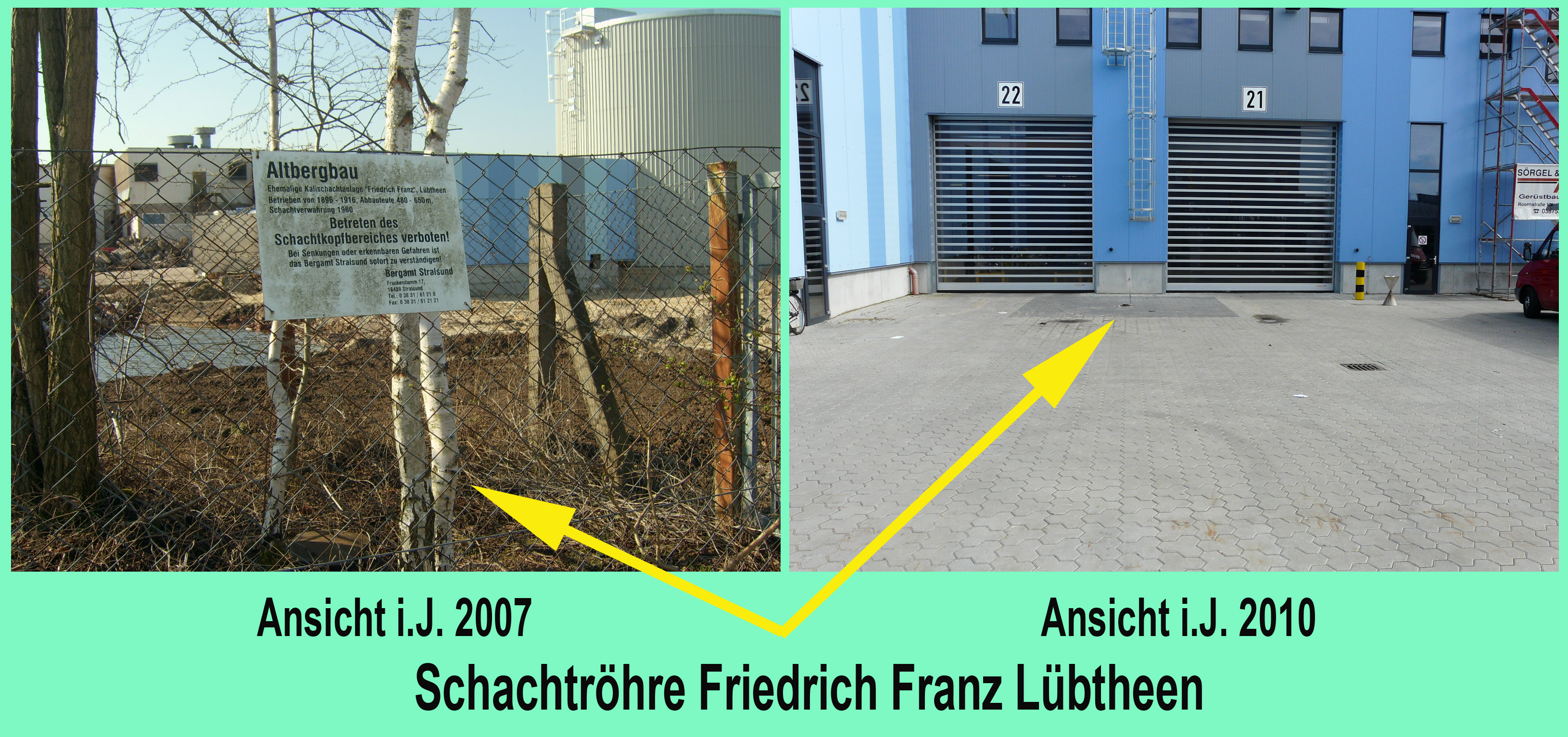
Ansicht Schacht Lübtheen 2007 und 2010

Planmäßige Verfüllungen von lösungserfüllten Altkalischächten wurden bis zu diesem Zeitpunkt nur in Einzelfällen durchgeführt, so dass nur wenige Kenntnisse zu geeigneten Baustoffen und Einbringtechnologien vorlagen. Außerdem standen zu DDR-Zeiten nur begrenzte ökonomische und technologische Ressourcen für eine derartige Schachtverwahrung zur Verfügung. Basierend auf den Erfahrungen aus dem Tiefbohrsektor sowie der Sicherung von Objekten des Braunkohlentiefbaus wurde eine Verwahrungskonzeption erarbeitet, welche erstmals im Kali- und Steinsalzbergbau eine Verfüllung der Schachtröhre unter Einsatz von Braunkohlenfilterasche (BFA) vorsah.
Diese Versatzarbeiten erfolgten 1980. Anschließend gewonnene Bohrkerne aus der Versatzsäule bestätigten die projektierten Festigkeitsparameter. Eine größere Investitionsmaßnahme in den Jahren 2008/09 sah vor, auch den unmittelbaren Schachtbereich zu nutzen. Dies erforderte eine Neubewertung der seinerzeitigen Verwahrung. Zur Bestimmung der gesteinsmechanischen Eingangsparameter von BFA-Verfüllung und Hutgestein wurde im Jahre 2008 je eine Kernbohrung in die BFA-Verfüllsäule der Schachtröhre (bis in eine Teufe von 79 m) und in das in unmittelbarer Schachtnähe anstehende Hutgestein (bis in eine Teufe von 209 m) gestoßen und aus dem Kernmaterial die entsprechenden Festigkeitsparameter ermittelt. Wie der Vergleich mit den 1981 bestimmten Werten für diese BFA-Verfüllung zeigt, ist unter den in der Schachtröhre herrschenden Bedingungen kein Festigkeitsverlust dieses Materials über säkulare (lang andauernde) Zeiträume zu besorgen. Mit den durchgeführten numerischen Untersuchungen kann die Standsicherheit der wahrscheinlich sowohl im Bereich der Schachtröhre als auch im Bereich des Grubenfeldes vorliegenden bzw. möglicherweise entstehenden Subrosionskavernen und der Verfüllung der Schachtröhre mit BFA über einen Zeitraum von 200 Jahren rechentechnisch belegt werden.